# Élections sénatoriales de 1989 dans la Côte-d'Or
Les élections sénatoriales dans la Côte-d'Or ont lieu le dimanche 24 septembre 1989. 
Elles ont pour but d'élire les sénateurs représentant le département au Sénat pour un mandat de neuf ans.

## Contexte départemental
Lors des élections sénatoriales du 28 septembre 1980 dans la Côte-d'Or, deux sénateurs UDF et un sénateur RPR sont élus, Bernard Barbier, Michel Sordel et Maurice Lombard.
Depuis, tous les effectifs du collège électoral des grands électeurs sont renouvelés, avec les élections législatives de 1988 dans la Côte-d'Or, les élections régionales françaises de 1986, les élections cantonales de 1985 et 1988 et les élections municipales françaises de 1989.

## Rappel des résultats de 1980
| Candidat et parti politique | Candidat et parti politique | Candidat et parti politique | Premier tour | Premier tour | Second tour | Second tour |
| Candidat et parti politique | Candidat et parti politique | Candidat et parti politique | Voix         | %            | Voix        | %           |
| --------------------------- | --------------------------- | --------------------------- | ------------ | ------------ | ----------- | ----------- |
|                             | Michel Sordel               | UDF                         | 668          | 48,97        | 804         | 62,81       |
|                             | Bernard Barbier             | UDF                         | 618          | 45,31        | 785         | 61,33       |
|                             | Maurice Lombard             | RPR                         | 554          | 40,62        | 766         | 59,84       |
|                             | Jacques Mercusot            | DVD                         | 360          | 26,39        | 7           | 0,55        |
|                             | François Michelin           | DVD                         | 192          | 14,08        | Retrait     | Retrait     |
|                             | Hubert Rougeot              | DVD                         | 192          | 14,08        | 2           | 0,16        |
|                             | Pierre Palau                | PS                          | 358          | 26,25        | 488         | 38,13       |
|                             | Roger Remond                | PS                          | 356          | 26,10        | 477         | 37,27       |
|                             | René Giroux                 | PS                          | 264          | 19,35        | 430         | 33,59       |
|                             | Pierre Rebourg              | MRG                         | 118          | 8,65         | 1           | 0,08        |
|                             | Jean Hugon                  | MRG                         | 112          | 8,21         | 6           | 0,47        |
|                             | Jean Lanson                 | MRG                         | 85           | 6,23         | Retrait     | Retrait     |
|                             | Jean Vianelli               | PCF                         | 68           | 4,99         | 5           | 0,39        |
|                             | René Moreau                 | PCF                         | 66           | 4,84         | 5           | 0,39        |
|                             | Lucien Gérald               | PCF                         | 64           | 4,69         | 5           | 0,39        |
|                             |                             |                             |              |              |             |             |
| Inscrits                    | Inscrits                    | Inscrits                    | 1 380        | 100,00       | 1 380       | 100,00      |
| Abstentions                 | Abstentions                 | Abstentions                 | 5            | 0,36         | 3           | 0,22        |
| Votants                     | Votants                     | Votants                     | 1 375        | 99,64        | 1 377       | 99,78       |
| Blancs et nuls              | Blancs et nuls              | Blancs et nuls              | 11           | 0,80         | 97          | 0,04        |
| Exprimés                    | Exprimés                    | Exprimés                    | 1 364        | 99,20        | 1 280       | 92,96       |

## Sénateurs sortants
| Sénateur | Sénateur        | Parti | Fonctions lors de l'élection en 1980                               |
| -------- | --------------- | ----- | ------------------------------------------------------------------ |
|          | Michel Sordel   | UDF   | Sénateur sortant, maire de Châtillon-sur-Seine                     |
|          | Bernard Barbier | UDF   | Sénateur sortant, conseiller général, maire de Nuits-Saint-Georges |
|          | Maurice Lombard | RPR   | Conseiller général du canton de Dijon-7, adjoint au maire de Dijon |

## Candidats
Dans la Côte-d'Or, les sénateurs sont élus au scrutin majoritaire à deux tours. 
| Candidats | Candidats                 | Parti | Principale fonction                                                   |
| --------- | ------------------------- | ----- | --------------------------------------------------------------------- |
|           | Alain Bardot              | PCF   | Maire de Magny-Saint-Médard                                           |
|           | Marcel Yanelli            | PCF   | Conseiller municipal de Dijon                                         |
|           | Walter Soster             | PCF   | Maire de Montbard                                                     |
|           | Marcel Follea             | PS    | Maire de Grancey-le-Château-Neuvelle                                  |
|           | Marie-Thérèse Mutin       | PS    | Conseiller régional, maire de Cessey-sur-Tille                        |
|           | René Giroux               | PS    | Adjoint au maire de Chenôve                                           |
|           | Pierre Rebourg            | MRG   | Conseiller régional, conseiller général, maire de Venarey-les-Laumes  |
|           | Pierre Gobbo              | DVG   | Conseiller général, maire de Lacanche                                 |
|           | Bernard Barbier           | UDF   | Sénateur sortant, conseiller général, maire de Nuits-Saint-Georges    |
|           | Henri Revol               | UDF   | Conseiller régional, conseiller général, maire de Messigny-et-Vantoux |
|           | Maurice Lombard           | RPR   | Sénateur sortant, conseiller général, conseiller municipal de Dijon   |
|           | Henry Julien              | RPR   | Conseiller régional, conseiller général, maire de Minot               |
|           | Pierre Jaboulet-Vercherre | FN    | Conseiller régional, conseiller municipal de Beaune                   |
|           | Pierre Frelet             | FN    | Maire de Blaisy-Bas                                                   |
|           | Jacques Bergeret          | FN    | Maire de Pommard                                                      |

## Résultats
Les nouveaux représentants sont élus pour une législature de 9 ans au suffrage universel indirect par les 1 473 grands électeurs du département.
| Candidat et parti politique | Candidat et parti politique | Candidat et parti politique | Premier tour | Premier tour | Second tour | Second tour |
| Candidat et parti politique | Candidat et parti politique | Candidat et parti politique | Voix         | %            | Voix        | %           |
| --------------------------- | --------------------------- | --------------------------- | ------------ | ------------ | ----------- | ----------- |
|                             | Maurice Lombard             | RPR                         | 766          | 52,97        |             |             |
|                             | Bernard Barbier             | UDF                         | 763          | 52,77        |             |             |
|                             | Henry Julien                | RPR                         | 615          | 42,53        | 563         | 40,33       |
|                             | Henri Revol                 | UDF                         | 463          | 32,02        | 566         | 40,54       |
|                             | Marcel Follea               | PS                          | 275          | 19,02        | Retrait     | Retrait     |
|                             | Marie-Thérèse Mutin         | PS                          | 270          | 18,67        | 239         | 17,12       |
|                             | René Giroux                 | PS                          | 255          | 17,63        | Retrait     | Retrait     |
|                             | Pierre Rebourg              | MRG                         | 197          | 13,62        | Retrait     | Retrait     |
|                             | Pierre Gobbo                | DVG                         | 162          | 11,20        | Retrait     | Retrait     |
|                             | Pierre Jaboulet-Vercherre   | FN                          | 89           | 6,15         | 27          | 1,93        |
|                             | Pierre Frelet               | FN                          | 51           | 3,53         | Retrait     | Retrait     |
|                             | Jacques Bergeret            | FN                          | 47           | 3,25         | Retrait     | Retrait     |
|                             | Alain Bardot                | PCF                         | 42           | 2,90         | Retrait     | Retrait     |
|                             | Marcel Yanelli              | PCF                         | 39           | 2,70         | Retrait     | Retrait     |
|                             | Walter Soster               | PCF                         | 38           | 2,63         | Retrait     | Retrait     |
|                             |                             |                             |              |              |             |             |
| Inscrits                    | Inscrits                    | Inscrits                    | 1 473        | 100,00       | 1 473       | 100,00      |
| Abstentions                 | Abstentions                 | Abstentions                 | 12           | 0,81         | 5           | 1,02        |
| Votants                     | Votants                     | Votants                     | 1 461        | 99,19        | 1 468       | 98,98       |
| Blancs et nuls              | Blancs et nuls              | Blancs et nuls              | 15           | 1,03         | 72          | 4,25        |
| Exprimés                    | Exprimés                    | Exprimés                    | 1 446        | 98,97        | 1 396       | 95,75       |